# Persone di nome Mauricio/Calciatori
| Questa pagina contiene informazioni ricavate automaticamente dalle voci biografiche con l'ausilio del template Bio e di un bot. L'aggiornamento è periodico e automatico e ricostruisce completamente la pagina. Se manca una persona in questa lista, sei pregato di non aggiungerla, ma accertati piuttosto che la sua voce biografica contenga il template Bio e che i dati anagrafici siano correttamente compilati. Se il template Bio manca, inseriscilo tu stesso o, in alternativa, metti l'avviso {{tmp\|Bio}} che ne segnala la mancanza. Se i dati riportati sono sbagliati, correggi direttamente la voce biografica; le modifiche saranno visibili in questa lista entro pochi giorni. Per chiarimenti vedi il progetto antroponimi. La lista contiene solo le 52 persone che sono citate nell'enciclopedia e per le quali è stato implementato correttamente il template Bio. Pagina aggiornata al 6 ago 2025. |

Questa è una lista di persone presenti nell'enciclopedia che hanno il nome Mauricio e sono calciatori.

## A(8)
- Mauricio Affonso, calciatore uruguaiano (Melo, n. 1992)
- Mauricio Cuevas, calciatore statunitense (Los Angeles, n. 2003)
- Mauricio Alfaro, ex calciatore e allenatore di calcio salvadoregno (n. 1956)
- Mauricio Alonso, calciatore uruguaiano (Montevideo, n. 1994)
- Mauricio Amaro, calciatore uruguaiano (Montevideo, n. 2005)
- Mauricio Arias, calciatore cileno (Concepción, n. 1984)
- Mauricio Aros, ex calciatore cileno (Punta Arenas, n. 1976)
- Mauricio Asenjo, calciatore argentino (n. 1994)

## C(9)
- Mauricio Caranta, ex calciatore argentino (Bell Ville, n. 1978)
- Mauricio Cardillo, calciatore argentino (Olavarría, n. 2003)
- Mauricio Carrasco, ex calciatore argentino (Neuquén, n. 1987)
- Mauricio Casierra, ex calciatore colombiano (Tumaco, n. 1985)
- Mauricio Castañeda, ex calciatore messicano (León, n. 1992)
- Mauricio Castillo, ex calciatore costaricano (n. 1987)
- Mauricio Castro, ex calciatore honduregno (Tegucigalpa, n. 1981)
- Mauricio Cortés, calciatore colombiano (Tumaco, n. 1997)
- Mauricio Cuero, calciatore colombiano (Tumaco, n. 1993)

## D(1)
- Mauricio Donoso, calciatore cileno (Santiago del Cile, n. 1976)

## G(2)
- Mauricio Gómez, calciatore cileno (Laja, n. 1989)
- Mauricio Gómez, calciatore uruguaiano (Artigas, n. 1992)

## I(2)
- Mauricio Isais, calciatore messicano (Brownwood, n. 2001)
- Mauricio Isla, calciatore cileno (Santiago del Cile, n. 1988)

## L(3)
- Mauricio Levato, ex calciatore argentino (San Nicolás de los Arroyos, n. 1976)
- Mauricio Loffreda, calciatore uruguaiano (Pando, n. 1990)
- Luciano Lollo, calciatore argentino (Alejo Ledesma, n. 1987)

## M(4)
- Mauricio Martínez, calciatore argentino (Santo Tomé, n. 1993)
- Mauricio Mina, ex calciatore colombiano (Caloto, n. 1982)
- Mauricio Molina, ex calciatore colombiano (Medellín, n. 1980)
- Mauricio Montero, ex calciatore costaricano (Grecia, n. 1963)

## P(7)
- Mauricio Pereyra, calciatore uruguaiano (Montevideo, n. 1990)
- Mauricio Pineda, ex calciatore argentino (Buenos Aires, n. 1975)
- Mauricio Pineda, calciatore statunitense (Bolingbrook, n. 1997)
- Mauricio Pinilla, ex calciatore cileno (Santiago del Cile, n. 1984)
- Mauricio Plenckauskas Cordeiro, ex calciatore brasiliano (San Paolo, n. 1992)
- Mauricio Pozo, ex calciatore cileno (n. 1970)
- Mauricio Prieto, ex calciatore uruguaiano (Montevideo, n. 1987)

## Q(1)
- Mauricio Quintanilla, ex calciatore salvadoregno (n. 1981)

## R(3)
- Mauricio Javier Rojas Toro, calciatore cileno (Quilpué, n. 1978)
- Mauricio Roldán, calciatore argentino (Llavallol, n. 2005)
- Mauricio Romero, ex calciatore argentino (La Pampa, n. 1983)

## S(7)
- Mauricio Sabillón, ex calciatore honduregno (Quimistán, n. 1978)
- Mauricio Salazar, ex calciatore cileno (La Serena, n. 1979)
- Mauricio Saucedo, calciatore boliviano (Santa Cruz de la Sierra, n. 1985)
- Mauricio Serna, ex calciatore colombiano (Medellín, n. 1968)
- Mauricio Silvera, ex calciatore uruguaiano (Montevideo, n. 1964)
- Mauricio Solís, ex calciatore costaricano (Los Ángeles de Santo Domingo, n. 1972)
- Mauricio Sperduti, ex calciatore argentino (Rosario, n. 1986)

## T(2)
- Mauricio Taricco, ex calciatore argentino (Buenos Aires, n. 1973)
- Mauricio Tévez, calciatore argentino (Rosario, n. 1996)

## V(1)
- Mauricio Viana, ex calciatore brasiliano (San Paolo, n. 1989)

## Y(1)
- Mauricio Yedro, calciatore argentino (Las Rosas, n. 1987)

## Z(1)
- Mauricio Zenteno, calciatore cileno (Linares, n. 1984)